# Carly Craig
Carly Craig (La Mesa, 12 giugno 1980) è un'attrice statunitense.
Ha iniziato la carriera nel 2005 ed è nota soprattutto per la partecipazione nel film I tre marmittoni.